# Bistum Alghero-Bosa
Das Bistum Alghero-Bosa (lat.: Dioecesis Algarensis-Bosanensis) ist eine auf Sardinien gelegene Diözese der römisch-katholischen Kirche in Italien mit Sitz in Alghero.
Es gehört zur Kirchenprovinz Sassari in der Kirchenregion Sardinien und ist ein Suffraganbistum des Erzbistums Sassari.

## Geschichte
Das Bistum Alghero wurde im 12. Jahrhundert gegründet und am 8. Dezember 1503 neu errichtet. Das Bistum Bosa stammt aus dem 5. Jahrhundert. Am 30. September 1986 wurden beide Bistümer miteinander vereinigt.

## Bischöfe von Alghero-Bosa
- Giovanni Pes (30. September 1986 bis 18. Februar 1993)
- Antonio Vacca (18. Februar 1993 bis 29. September 2006)
- Giacomo Lanzetti (29. September 2006 bis 28. Juni 2010, danach Bischof von Alba)
- Mauro Maria Morfino SDB, seit 31. Januar 2011